# Wohn- und Geschäftshaus Ludwigstraße 27 (Ingolstadt)
Das Wohn- und Geschäftshaus Ludwigstraße 27 in der Altstadt von Ingolstadt wurde 1954 nach Plänen des Architekten Ludwig Geith errichtet. Es steht unter Denkmalschutz und ist unter der Aktennummer D-1-61-000-989 in der Denkmalliste eingetragen.

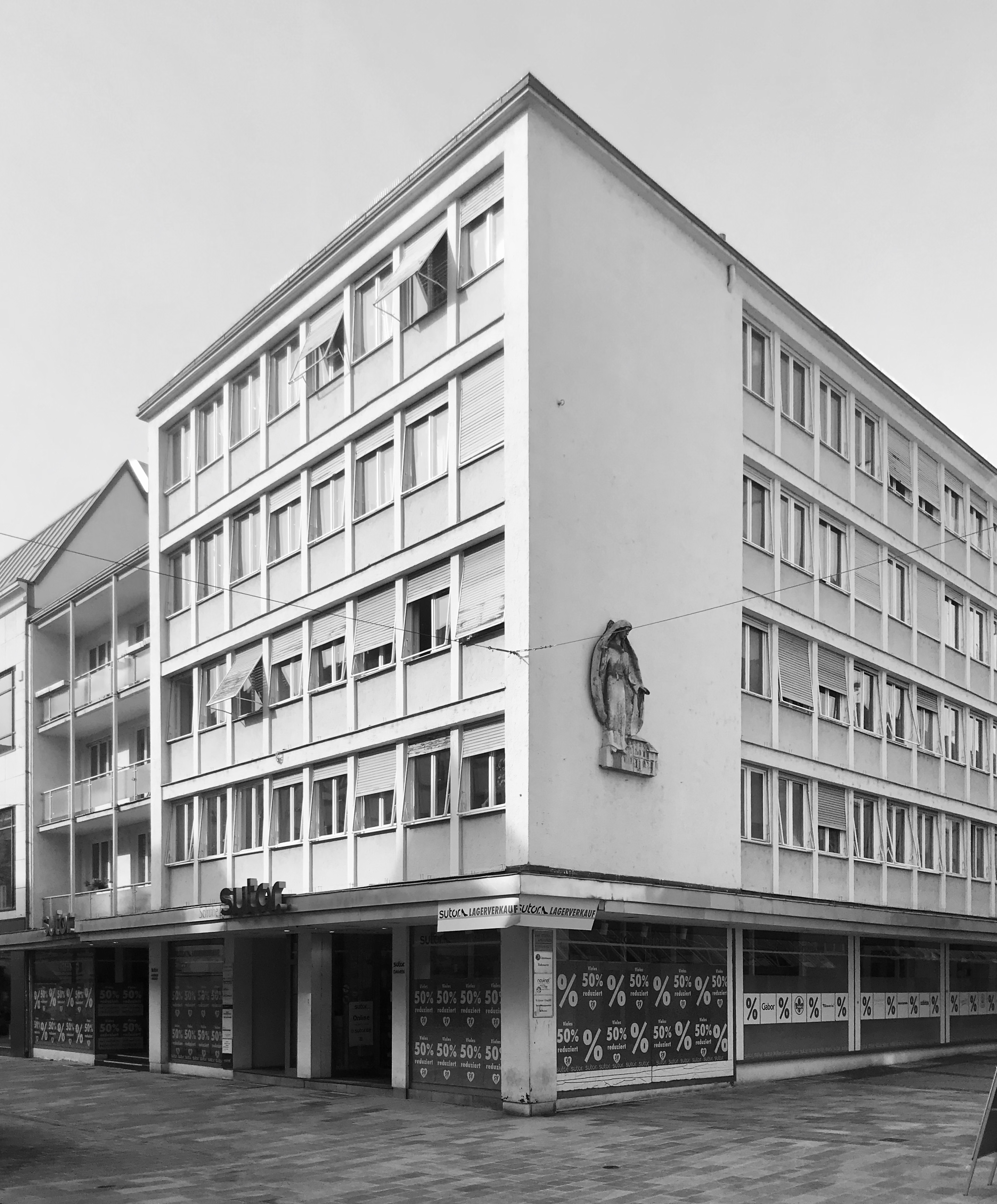
Fassade zum Stadtraum

## Geschichte und Architektur
Bei dem fünfgeschossigen Eckgebäude an der Einmündung der Georg-Oberhäußer-Straße handelt es sich um ein Bau der Nachkriegsmoderne, Bauherrin war Franziska Maier. Das Haus besitzt ein flach gezogenes Walmdach, besteht im Wesentlichen aus einer Stahlbetonkonstruktion mit Ziegelmauerwerk und zeichnet sich durch eine gerasterte Fassadengestaltung aus. Die regelmäßige Fensterreihung besitzt eine hinter den vertikalen Gliederungen durchlaufende Brüstung. An der Ludwigstraße schließt sich westlich an den Hauptbaukörper ein filigraner, dreiachsiger und dreigeschossiger Bauteil mit flachem Satteldach und Loggien an. Ein Madonnenrelief als Kunst am Bau wurde auf der geschlossenen Fassadenfläche der Ostfassade zur Georg-Oberhäußer-Straße angebracht.
Der heutige Zustand ist bis auf kleine Veränderungen im Erdgeschoss original.

## Baudenkmal
Das Wohngebäude wurde 2022 auf Anregung eines Architekturstudenten und eines örtlichen Architekten unter Denkmalschutz gestellt und ist im Denkmalatlas des Bayerischen Landesamtes für Denkmalpflege und in der Liste der Baudenkmäler in Ingolstadt verzeichnet.